# Sojuz TM-3
Sojuz TM-3 (ryska: Союз ТM-3) var en flygning i det sovjetiska rymdprogrammet. Flygningen gick till rymdstationen Mir och var den tolfte flygningen i Interkosmos-serien. Farkosten sköts upp med en Sojuz-U2-raket från Kosmodromen i Bajkonur den 22 juli 1987. Farkosten dockade med rymdstationen den 24 juli 1987.
Den 30 juli 1987 flyttades farkosten från Kvant-1-modulens dockningsport till stationens främre dockningsport.
Farkosten lämnade rymdstationen den 29 december 1987. Några timmar senare återinträdde den i jordens atmosfär och landade i Sovjetunionen.